# Tom Burnett
Thomas Edward Burnett, Jr. (Bloomington, 29 de mayo de 1963-Municipio de Stonycreek, 11 de septiembre de 2001) era el vicepresidente y jefe de operaciones de Thoratec Corporation, una empresa de dispositivos médicos con sede en Pleasanton, California. Burnett residía en San Ramón (California).
El 11 de septiembre de 2001, Burnett era pasajero del Vuelo 93 de United Airlines, que fue secuestrado como parte de los Atentados del 11 de septiembre de 2001. Burnett murió cuando el avión se estrelló en un llano en Stonycreek cerca de Shanksville en Pensilvania.

## Primeros años
Thomas Burnett y sus hermanas crecieron en Bloomington (Minnesota), hijo de Thomas Burnett Sr. y Beverly Burnett. Thomas asistió al Ridgeview Elementary School y posteriormente, al Olson Middle School. En Thomas Jefferson High School, donde llevaba la camiseta número 11 y número 10, llevó a los Jaguars a la final del estado como quaterback titular en 1980. Se graduó en 1981.
Burnett estudió economía en la Saint John University en Minnesota, donde fue quaterback en el equipo de fútbol. Después de dos años, una lesión acortó su carrera futbolística y se trasladó a la Carslon School of Management en la Universidad de Minnesota. Fue nombrado presidente de la fraternidad Alpha Kappa Psi, posteriormente en esta misma universidad se graduó con un grado en finanzas. Obtuvo poco después un máster en Maestría en Administración de Negocios en la Universidad Pepperdine.

## Carrera
En 1996 Burnett se unió a Thoratec Corporation, una empresa dedicada a la fabricación de dispositivos médicos, como vicepresidente de ventas y marketing. En noviembre de 1999, fue ascendido a vicepresidente senior y director de operaciones.

## Vida personal
En 1985, Burnett se convirtió en el padre biológico de una hija que fue dada en adopción. Su nombre es Mariah Mills. En 1989, Burnett conoció a su futura esposa Deena en Atlanta, donde había acabado de completar su preparación para asistente de vuelo en Delta Air Lines. Se casaron en abril de 1992. Tenían tres hijas, Halley, Anna Claire y Madison y vivían en San Ramón en California, donde ella era ama de casa, después de que se hubiera quedado embarazada en 1995. Burnett había asistido a la iglesia diariamente el año anterior a los Atentados del 11 de septiembre de 2001, tratando de abordar una sensación de presentimiento que había expresado a su esposa.

## Vuelo 93 de United Airlines
El 11 de septiembre de 2001, a bordo del Vuelo 93 de United Airlines, Burnett se sentó al lado del pasajero Mark Bingham. Burnett llamó a su esposa, Deena, después de que los secuestradores tomaran el control del avión. Hizo varias llamadas telefónicas desde los asientos 24 y 25, aunque se le asignó un asiento en la fila cuatro. Burnett también explicó que el avión había sido secuestrado por personas que decían tener una bomba. También dijo que un pasajero había sido apuñalado con un cuchillo y que él pensaba que la amenaza de bomba era una artimaña para controlar a los pasajeros. Durante su segunda llamada a su mujer, ella le informó de los atentados al World Trade Center y él le contó a su esposa que los secuestradores estaban planeando estrellar el avión. Al enterarse de esta situación, su mujer Deena le recomendó a Burnett sentarse en silencio y no llamar la atención. Sin embargo, Burnett le dijo a su mujer que él y otros tres pasajeros, Mark Bingham, Todd Beamer y Jeremy Glick, estaban ideando un plan para arrebatarle el avión a los secuestradores. Terminó su última llamada diciendo:No te preocupes, vamos a hacer algo. Burnett y otros pasajeros asaltaron la cabina frustrando el plan de los secuestradores para estrellar el avión en la Casa Blanca o en El Capitolio. Para evitar que los pasajeros tomaran el control del avión, los secuestradores estrellaron el avión en un campo de Pensilvania, matando a las 44 personas que se encontraban a bordo.

## Legado
Burnett fue enterrado en el Fort Snelling National Cemetery en Minnesota. Su funeral fue oficiado el 24 de mayo de 2002.
El 14 de septiembre de 2001, el equipo de fútbol del Jefferson High School, llevaba en sus cascos el número 10, en honor a Burnett, que llevaba ese número cuando jugaba en el equipo de fútbol del Jefferson High School.
En marzo de 2002, Bradley Street, una pequeña calle en Pleasanton (California), donde se encuentra la sede de Thoratec Corporation, donde Burnett trabajaba, fue renombrada con el nombre Tom Burnett.
El 11 de septiembre de 2002, el Mall of America en Bloomington (Minnesota), inauguró el Tom Burnett 9/11 Memorial cerca de Nordstroum Court, siendo atendido por familiares de Burnett.
Una oficina postal en Bloomington, Minnesota, fue renombrada como la Oficina Postal Thomas E. Burnett Jr.
En febrero de 2003, la Asamblea Estatal de California, renombró un puente con el nombre de Thomas E. Burnett Jr. en la Interestatal 680 en San Ramón (California).
En 2004, la hija biológica de Burnett, Mariah Mills, cumplió 19 años y tuvo derecho legalmente a acceder a la información sobre sus padres biológicos. Mills se enteró de que Burnett era su padre, e inició una eventual relación con la viuda de Burnett, Deena, y sus medio-hermanas. Deena le dio a Mills una carta sin terminar que Burnett había escrito para ella en 1987.
En el National September 11 Memorial & Museum Burnett se encuentra memorializado en la piscina sur, en el panel S-68, junto con otros pasajeros del Vuelo 93 de United Airlines.